# Garmarna

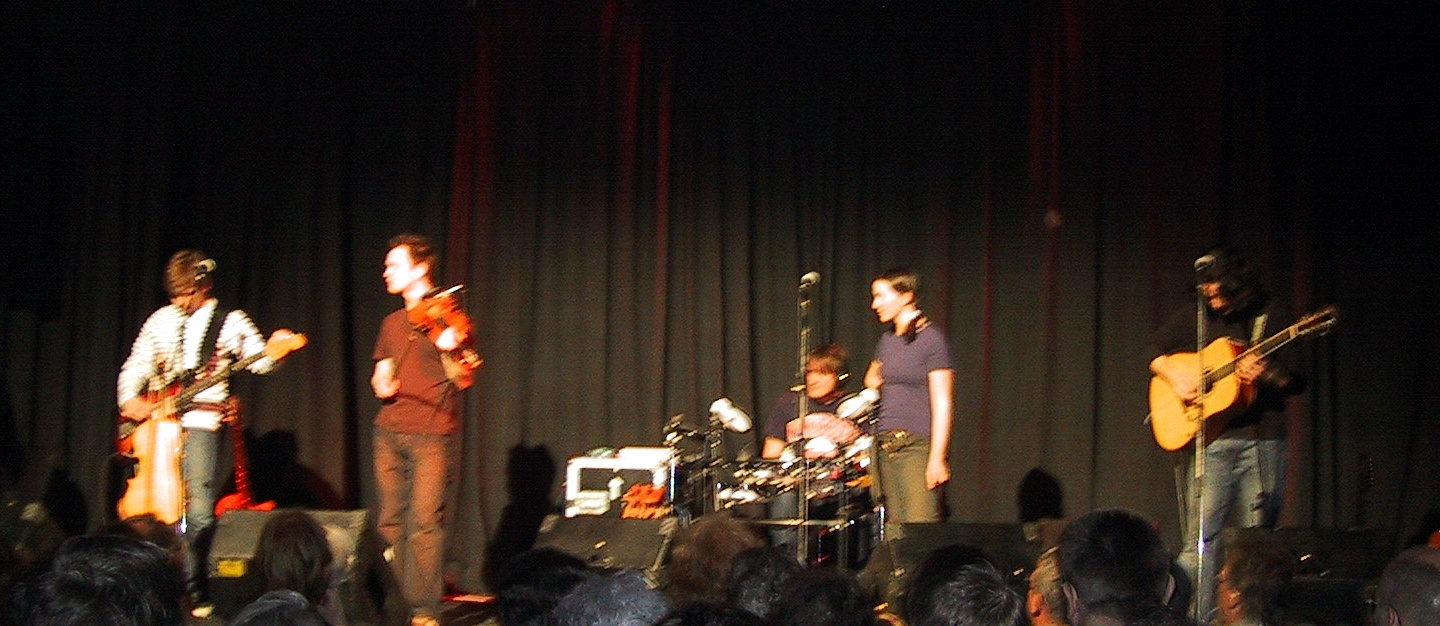
Konzert der Band in Bochum, 2002

Garmarna ist eine schwedische Folkrockband, deren Repertoire vor allem aus alten skandinavischen Balladen und Eigenkompositionen besteht. Anders als die neo-akustischen Klänge Hedningarnas ist ihre Musik rockiger und elektronische Effekte treten stärker in den Vordergrund.

## Geschichte
Garmarna wurde 1990 von den drei Jugendlichen Stefan Brisland-Ferner, Gotte Ringqvist und Rickard Westman aus Sundsvall gegründet. Inspiriert von alter schwedischer Musik, die sie im Theater zu Hamlet gehört hatten, suchten sie nach alten Tunes und Instrumenten. Nach dem ersten gemeinsamen Jahr kam Jens Höglin als Schlagzeuger hinzu.
Die erste EP wurde 1992 produziert. Die langjährige Freundin Emma Härdelin wurde als weibliche Vokalstimme eingeladen, da sie einen guten Kontrast zur dunklen Stimmung der Musik bildete; umso mehr, da der natürliche Klang ihrer Stimme nicht durch eine klassische Gesangsausbildung überformt wurde. Das Debüt der Band verkaufte sich gut in Schweden und wurde von einer Tour durch Skandinavien begleitet. Im Jahr darauf wurde Emma auch offizielles Mitglied der Gruppe.
Auf dem folgenden Album „Vittrad“ entschied sich die Band für den Einsatz von Sampling und Sequenzern beim Mixen. In Deutschland erschien das Album mit deutschen Textübertragung bei Westpark Music; 1994 veröffentlichte Omnium Vittrad in den USA mit englischen Übersetzungen der alten Texte.
Die Band tourte regelmäßig – überwiegend in Schweden, Deutschland und den USA. Das Nachfolgealbum von 1996 „Guds Spelemän“ erhielt international sehr gute Kritiken und verkaufte sich entsprechend. 1997 nahmen Garmarna am Melodifestivalen teil. 1998 gab die Band eine Reihe von Konzerten in Kirchen Nordschwedens, auf denen sie zusammen mit der Schauspielerin Felicia Konrad ihre Interpretation der mittelalterlichen Arbeiten von Hildegard von Bingen vorstellte.
1999 wurde das dritte Album „Vedergällningen“ veröffentlicht, dessen Produktion sich mehr an Rock und Triphop orientierte. Daran anschließend komplettierte und vollendete die Band im Studio das „Hildegard von Bingen“-Album, das 2001 veröffentlicht wurde. Das Album besteht aus Vertonungen von lateinischen Texten Hildegard von Bingens und orientiert sich weniger an Rock-Elementen, sondern vermischt mittelalterliche Klänge mit Elementen der elektronischen Musik.
2016 veröffentlichten Garmarna nach fünfzehn Jahren Pause das Album „6“, auf dem die elektronischen Elemente stärker in den Vordergrund traten. Im Gegensatz zu früheren Veröffentlichungen enthält „6“ vor allem selbstgeschriebene Lieder, darunter zwei Duette mit dem Rockmusiker Joakim Thåström und der Rapperin Maxida Märak.

## Bandmitglieder
- Stefan Brisland-Ferner: Violine, Drehleier, Nyckelharpa, Sampler
- Emma Härdelin: Gesang, Violine. Emmas Stimme bildet seit Mitte der 1990er Jahre auch im Trio Triakel einen Kontrast zum Charakter der Musik.
- Jens Höglin: Schlagzeug, Percussion
- Gotte Ringqvist: Laute, Violine, Backgroundgesang
- Rickard Westman: Gitarre, Bass, E-Bow

## Diskografie

### Alben
- Garmarna (1993, EP; 2003, Neuveröffentlichung mit sechs zusätzlichen Stücken)
- Vittrad (1994)
- Guds spelemän (1996)
- Vedergällningen (1999)
- Hildegard von Bingen (2001)
- 6 (2016)
- Förbundet (2020)

### Singles
- Herr Holger (1996)
- En gång ska han gråta (1997)
- Gamen (1999)
- Euchari (1999)
- Över gränsen (2015)

### Beiträge für Kompilationen
- Rastlös (Rasta Hunden) auf We’re Only in It for the Money (1999)

## Auszeichnungen
- Eiserner Eversteiner 1996